# Alvesta Alternativet
Alvesta Alternativet (Zweeds voor: Alvesta Alternatief) is een lokale politieke partij in de Zweedse gemeente Alvesta. Alvesta Alternativet werd in 1991 opgericht door 27 uitgetreden leden van de Sociaaldemocraten van Zweden. De partij is sinds 1991 aanwezig in de gemeenteraad. Peter Johnsson is president van de partij.
Alvesta Alternativ was tegen Zweeds lidmaatschap van de Europese Unie. Verder publiceert de partij haar eigen nieuwsbrief op internet, Alternativet.
De partij kreeg in de gemeenteraadsverkiezingen van 2002 1483 stemmen (13,1%), en daarmee zes zetels (van zeven in 1998).